# Microsoft Office 2007
2007 Microsoft Office System，或稱作Microsoft Office 2007，是微軟公司針對Windows Vista作業系統所開發的辦公軟件套裝。在測試週期最初的階段曾被稱為Office 12，它被計劃在2006年11月30日交付批量授權客戶，並定於2007年1月30日與Windows Vista一同正式向零售用戶公開發售。Office 2007許多重要的新特性，其中最值得注意的就是其全新的被稱為Ribbon的圖形用戶界面，取代了Office最初的菜单和工具条的接口。
Office 2007還包括了新的應用程序和伺服器端工具。其中最主要的是Groove，一個適用於小型企業的協作和通訊套裝。Groove原本由Groove Networks開發，後來在2005年被微軟收購。另外，也包含了Office Sharepoint Server 2007，一個Office應用程序伺服器平台的主要修訂版，提供「Excel Services」，用來支持在多台機器上實時共享Excel工作表，並可在網頁上查看和編輯的客戶-伺服器架構。雖然Office 2007包含許多新的特性，但Microsoft FrontPage被完全移除，不再開發，將由Microsoft Office SharePoint Designer和Microsoft Expression Web取代。
Office 2007需裝載在Windows XPSP 2/3、Windows Server 2003 SP1之後的版本或是主要作業系統是Windows Vista、以及Windows 7、Windows 8和Windows 10等。
Office 2007在2017年10月10日，停止支援更新。

## 開發
第一版的Microsoft Office 2007，也就是在發送給有限數量的測試者的電子郵件中被稱作Beta-1的版本，發行於2005年11月16日。Beta-1技術更新版（Technical Refresh）在2006年3月13日被發佈給測試者。技術更新版修正了在Windows Vista build 5308中的一些安裝問題。比爾·蓋茨在WinHEC 2006中宣佈了Office 2007 Beta 2，並且最開始在微軟的網站上免費向公眾發佈。然而由於空前數目的下載量，在2006年8月2日星期三之後，下載每個產品需要付費美金$1.50（￡0.79）。在2006年9月14日，測試版更新至Beta 2技術更新版（Beta2TR）。其中包括了一個更新的用戶界面，更好的可用性支持，更加健壯的平台，以及更強大的功能。這個測試版在2007年2月1日之後仍可以工作，但是功能會有所限制。如果用戶下載了用於更新Beta 2版的技術更新版，客戶端產品用戶可在2007年3月15日前使用其全部功能，伺服器端用戶可在2007年5月31日前使用其全部功能。
在2006年11月6日，Microsoft Office System 2007（build 12.0.4518.1014）發行了其針對大規模生產商的版本（RTM）。
2007年8月15日，Microsoft Office System 2007 SP1 Technical Preview Available（build 12.0.6206.1000）第一個微軟內部測試版本發表在Microsoft Connect。

## 版本

### Microsoft Office 2007套件
| 版本         | 組件 | 適用場合  | 發行方式  |
| ------------ | --- | --------- | --------- |
| 終極版       | Excel, Outlook, PowerPoint, Word, Access, InfoPath, Publisher, OneNote, Groove, Communicator，附加工具1          | 家用/商用 | 零售      |
| 企業版       | Excel, Outlook with BCM, PowerPoint, Word, Access, Publisher, OneNote, InfoPath, Groove，Communicator，附加工具1 | 家用/商用 | 不零售    |
| 專業增強版   | Excel, Outlook, PowerPoint, Word, Access, Publisher, InfoPath，附加工具1                                         | 家用/商用 | 不零售    |
| 專業版       | Excel, Outlook, PowerPoint, Word, Access, Publisher, Outlook Business Contact Manager                            | 家用/商用 | 零售      |
| 小型企業版   | Excel, Outlook, PowerPoint, Word, Publisher, Outlook Business Contact Manager                                    | 家用/商用 | 零售      |
| 標準版       | Excel, Outlook, PowerPoint, Word                                                                                 | 家用/商用 | 零售      |
| 家庭與學生版 | Excel, PowerPoint, Word, OneNote                                                                                 | 家用      | 零售／OEM |
| 基本版       | Excel, Outlook, Word                                                                                             | 家用      | 只可OEM   |

新的Windows Vista操作系统和Office類似，會發佈6個版本。這些版本也擁有類似的產品名稱。
注：
1. 附加工具包括：Enterprise Content Management, Electronic Forms，以及Windows Rights Management Services capabilities

### Office 2007單獨發售程式
| 名稱                       | 發行方式 |
| -------------------------- | -------- |
| Office Access              | 零售     |
| Office Communicator        | 不零售   |
| Office Excel               | 零售     |
| Office Groove              | 零售     |
| Office InfoPath            | 零售     |
| Office OneNote             | 零售     |
| Office Outlook             | 零售     |
| Office PowerPoint          | 零售     |
| Office Project 標準版      | 零售     |
| Office Project 專業版      | 零售     |
| Office Publisher           | 零售     |
| Office SharePoint Designer | 免費     |
| Office Visio 標準版        | 零售     |
| Office Visio 專業版        | 零售     |
| Office Word                | 零售     |

### 2007 Microsoft Office 伺服器
| 名稱                                | 發行方式             |
| ----------------------------------- | -------------------- |
| Office Forms Server                 | 只能通過批量許可獲得 |
| Office Groove Server                | 不零售               |
| Office Project Server               | 不零售               |
| Office Project Portfolio Server     | 不零售               |
| Office SharePoint Server            | 不零售               |
| Office SharePoint Server for Search | 不零售               |

### Microsoft Server 用戶端存取授權套件
| 名稱                          | 發行方式 |
| ----------------------------- | -------- |
| Microsoft Core CAL 套件       | 不零售   |
| Microsoft Enterprise CAL 套件 | 不零售   |

### Web Access 程式
| 名稱                      | 發行方式 |
| ------------------------- | -------- |
| Office Communicator Web版 | 不零售   |
| Office Outlook Web版      | 不零售   |
| Office Project Web版      | 不零售   |

### 服務
| 名稱                                        | 發行方式 |
| ------------------------------------------- | -------- |
| Microsoft Office Groove Enterprise Services | 不零售   |
| Microsoft Office Live Groove                | 零售     |
| Microsoft Office Live Basics                | 零售     |
| Microsoft Office Live Collaboration         | 零售     |
| Microsoft Office Live Essentials            | 零售     |

### 工具
| 名稱                                                        | 發行方式 |
| ----------------------------------------------------------- | -------- |
| Microsoft Office Outlook 2007 with Business Contact Manager | 不零售   |

### 外部連結器
| 名稱                                           | 發行方式 |
| ---------------------------------------------- | -------- |
| Microsoft Forms Internet                       | 不零售   |
| Microsoft Office Groove Enterprise Services    | 不零售   |
| Microsoft Project External Connector           | 不零售   |
| Microsoft Project Portfolio External Connector | 不零售   |
| Microsoft SharePoint Internet                  | 不零售   |

## 新特性

### 用戶界面

Office按鈕

新的結果導向的用戶界面「Fluent UI」基於「Ribbon 標籤式工具欄」，將被應用於Microsoft Office的核心應用程序：Word,Excel,PowerPoint,Access以及郵件編輯器Outlook。這些應用程序被選出並改革界面是因為它們集中於文檔寫作並且一眼看去有大量的選項。套裝中其餘的應用程序最後也會被更新為新的用戶界面。根據微軟的說法，新的用戶界面的原則在於幫助人們專注於他們想做的事，而不是使他們在如何做這件事上產生困擾。
Office按鈕首次在Beta 1更新版本中出現。它取代了"文件"菜單並提供了對所有Office應用程序的有效的訪問，而不僅僅是局限於打開、保存、打印和共享一個文件。用戶還可以自己為界面選擇顏色主題。

#### Ribbon
微軟為 Microsoft Office 2007 的 Word、Excel 和 Powerpoint 開發了全新的 Ribbon 界面，把命令組織成一組"標籤"，每一組包含了相關的命令。每一個應用程序都有一個不同的標籤組，展示了程序所提供的功能。舉個例子，Excel有一個用於圖表功能的標籤，但是Word卻沒有，取而代之的是一些控制文檔格式的標籤。在每個標籤裡，各種的相關的選項被組在一起。Ribbon被設計用來使應用程序的功能更加易於發現和使用，並且與在Office 2003以前一直使用的基於菜單的用戶界面相比，減少了點擊鼠標的次數。
有些標籤，被稱為上下文相關標籤，只當特定的對象被選擇時才顯示。上下文相關標籤只展示那些獲得焦點的對象的特定功能。例如，選擇一張圖片會顯示圖片工具標籤，裡面有處理圖片相關的選項。類似地，選定一個表格會展示一個包含和表格有關的選項的標籤。上下文相關標籤在對像沒有被選定的時候是隱藏的。

#### 圖庫

SmartArt上下文相關標籤中的圖庫

圖庫是一個新的用戶界面的組成部分，它用來顯示可被應用於各種元素的圖形顯示及格式選項。比如文檔風格、文檔標題頁風格、幻燈片設計等都使用圖庫來顯示，這使人們對於所選擇的對象有個概念，而不是從大量的選項中篩選，就像以前使用的對話框式的用戶界面設計。圖庫通過一個預先提供的大的多的可能的格式選項，取代了以前讓用戶通過組合對話框選項來配置他們。
使用圖庫來簡化文檔佈局的生成，這種方法以前在微軟的低端Office套裝Microsoft Works和其他桌面出版軟件，例如The Print Shop中都出現過。

#### 實時預覽
Microsoft Office 2007還引入了稱作「實時預覽」的特性。當鼠標懸停在任意格式按鈕上時，這些格式就被臨時應用在焦點所在的文本或對像上。當鼠標移按鈕後，這些臨時的格式就會被刪除。這使得用戶可以不用實際地應用某種格式就可以預覽這種格式對對象的外觀所起到的影響。

#### 迷你工具條
當一些文本被選中時，迷你工具條就會在所選文本的附近彈出。這提供了對最常用格式命令的簡便訪問。當鼠標在工具條外時，工具條呈半透明狀，使其下面的內容不被遮擋。而當鼠標停在工具條上時，工具條就變成不透明的，並且可以使用。當用戶在選定的文本上單擊右鍵時，工具條也會出現在右鍵菜單的上方。

#### 其他用戶界面特性
- 超級工具提示可以包含格式化的文本和圖像，被用來為大多數按鈕的功能提供詳細的描述。
- 快速訪問工具條位於標題欄中，其中放置了一些與具體應用程序無關的最常用的功能，比如保存、復原/取消復原以及打印。
- 位於右下角，它可以使一個文檔快速動態地放大。

### 文件格式
Microsoft Office使用一種新的文件格式OpenXML來作為默認的保存格式。它基於XML語言並且使用ZIP壓縮算法。 根據微軟的說法，這種壓縮的文件格式與現在的Microsoft Office文件格式相比，甚至能夠比現有文件格式小75%。微軟起初聲明Office 2007支持導出到便攜式文件格式（PDF）。但是由於Adobe Systems提出的法律抗議，Office 2007不會提供PDF的原生支持，而改為一個單獨的免費下載。Office 2007文檔也可以通過一個單獨下載的插件導出為XPS文檔。

### 用戶助手系統
在Microsoft Office 2007中，因為更多改良的幫助系統，聲名狼藉的Office 助手被徹底的去除了。新的幫助系統的一個特徵就是超級工具提示廣泛的使用，能解釋每個按鈕或演示每個功能。

## 相關產品
- Microsoft Expression套裝，主要針對設計人員。

## Microsoft Office 2008 for Mac
Microsoft Office 2008 for Mac是微軟最新版本的Microsoft Office的Mac OS X版本,以用作取代Microsoft Office 2004 for Mac和是與Mac OS X的等效Windows最新版本的Microsoft Office 2007。它是由Microsoft's Macintosh Business Unit開發，並於2008年1月15日發佈。

## 外部連結
- Microsoft Office for Mac 2008 （页面存档备份，存于）
- MacBU interview: Office 2008 Exchange Server support
- Office 2008: lush "Escher" graphics engine
- First look: Office 2008